# Young Thugs: Innocent Blood
Young Thugs: Innocent Blood (en japonés: 岸和田少年愚連隊 血煙り純情篇, Kishiwada shōnen gurentai: Chikemuri junjō-hen?) es una película japonesa de 1997 dirigida por Takashi Miike. Está basada en la novela autobiográfica "Kishiwada shōnen gurentai: Chikemuri junjō-hen" escrita por Riichi Nakaba. Es una secuela no directa de la película Boys Be Ambitious de 1996, dirigida por Kazuyuki Izutsu, y es seguida por la precuela: Young Thugs: Nostalgia de 1998 dirigida por Takashi Miike.

## Argumento
Riichi, Yūji, Kotetsu y Ryōko acaban de graduarse de la escuela secundaria en Kishiwada. Para despedirse de la escuela preparan una última broma, Ryōko atrae a uno de sus maestros detrás del edificio con la oferta de tener relaciones sexuales, mientras Riichi y Yuji le lanzan desde la terraza de la escuela, una maceta sobre la cabeza y Ryōko le hace una fotografía. 
Ryōko logra conseguir un trabajo en una peluquería, mientras que Kotetsu logra conseguir un trabajo como barman. Riichi y Yuji se quedan trabajando como matones de pandillas. A medida que pasa el tiempo surgen nuevos problemas y nuevas relaciones románticas, esto hace que los amigos se vayan distanciando.

## Reparto
| Actor                  | Papel                                              |
| ---------------------- | -------------------------------------------------- |
| Caesar Takeshi         | Dueño del bar                                      |
| Koji Chihara           | Riichi Nakaba                                      |
| Seiji Chihara          | Yuji                                               |
| Moeko Ezawa            | Hanayo                                             |
| Marie Kikuchi          | Nahomi                                             |
| Kazuki Kitamura        | Sada                                               |
| Takashi Miike          | Un hombre con pantalones rojos golpeado por Riichi |
| Riichi Nakaba          | Isami                                              |
| Hiroko Nakajima        | Masae                                              |
| Sarina Suzuki          | Ryoko                                              |
| Kyōsuke Yabe           | Kotetsu                                            |
| Natsumi Yokoyama       | La novia de sada                                   |
| Miyako Yamaguchi       | Madre de Riichi                                    |
| Sumiko Yamada          | Madre de Yuji                                      |
| Tadao Komoto           | El matón del café                                  |
| Tatsuya Mukai          | Mukai-kun                                          |
| Hiroyuki Ōtsuki        | Matón                                              |
| Matsunosuke Shofukutei | Abuelo de Riichi.                                  |
| Yukio Yamanouchi       | Karasuno                                           |
| Yasuei Yakushiji       | Encargado del bar de snacks                        |
| Daisuke Iijima         | Profesor de secundaria                             |

## Otros créditos
- Composición de guion: Masa Nakamura.
- Iluminación: Hitoshi Takaya.
- Diseñador de producción (arte): Akira Ishige.
- Grabación (sonido): Kazuyoshi Kawashima.
- Edición de audio: Toshifumi Seike.
- Efectos de sonido: Kenji Shibasaki.
- Subdirector: Bunmei Katô.
- Director de producción: Hirofumi Yamabe.
- Asistentes de dirección: Hisashi Kimura, Honda Shigekatsu y Masahiro Kato.
- Vestuario: Atsuro Isoi.
- Estilista: Michiho Shigeta.
- Peinado y maquillaje: Miho Shimizu y Mami Iwai.
- Instrucciones de flamenco: Miyuki Ryuko.
- Coordinadores de acrobacias: Keiji Tsujii y Wataru Fukuda.
- Director de producción: Shigeki Itai.
- Colaboración en la filmación: HEISEI Production.
- Cooperación en producción: Times Inn.
- Producción: Yoshimoto Kōgyō.
- Tema musical: "Let It C", voz, letra y composición: Shinjirō Inoue. Arreglos y Producción: Masanori Sasaji (Bandai Music Entertainment.) [3]

## Lanzamiento y secuelas
Young Thugs: Innocent Blood fue estrenada en los cines de Japón el 21 de junio de 1997, y lanzada en VHS en agosto del mismo año, editada por Yoshimoto Kogyo y distribuida por Shochiku Company.En DVD ha tenido muchas ediciones distintas en Japón y otros países.En 2004 fue lanzada en DVD fuera de Japón por Arts Magic.También fue editada una edición especial que contenía las dos películas dirigidas por Miike, titulada: Young Thugs Double Pack. Algunas ediciones incluían material extra, entre los que se encuentran: 
- Entrevista con Takashi Miike (17 min.)
- Osaka History and Culture (8:39 min.). Historia y cultura de Osaka, escrita y presentada por Takako Tucker.

Tras la producción de la película Boys Be Ambitious de 1996, dirigida por Kazuyuki Izutsu, le seguiría Young Thugs: Innocent Blood de 1997, dirigida por Takashi Miike, que es una secuela no directa y con elementos autobiográficos que hacen que la película fuese mucho más personal y emotiva. Un año después, en 1998, el propio Takashi Miike dirigiría una precuela de su película, llamada: Young Thugs: Nostalgia.
 
Las películas están basadas en Kishiwada shōnen gurentai (岸和田少年愚連隊?), una serie de novelas autobiográficas escritas por Riichi Nakaba, que llegaron a tener hasta 14 adaptaciones al cine y una obra de teatro.

## Recepción
John Charles de Hong Kong Digital, calificó la película como: «Un estudio de personajes agradables, llena de actuaciones persuasivas y digresiones maravillosamente extravagantes».
En una reseña de Asian Movie Pulse, el crítico Rouven Linnarz escribió: «Con el apoyo de un gran reparto y una cinematografía sólida, esta película ofrece una mirada diferente a Takashi Miike, una valiosa desviación del cine más extremo por el que se ha hecho famoso a lo largo de su carrera».

## Libro
Libro sobre el rodaje de la película, titulado: Chihara Brothers in Kishiwada Boys' Gurentai: Blood-Smoke Pure Love Chapter Photography Diary (en japonés: 千原兄弟in岸和田少年愚連隊 血煙り純情篇 撮影日記?), publicado el 25 de abril de 1997, por Aiikusha.